# Нивки (парк)
«Нивки» — парк-памятник садово-паркового искусства общегосударственного значения, расположенный на территории Шевченковского района Киевского горсовета.

## Описание
Парк делится на две части: западную (парк имени Ленинского комсомола) и восточную (Васильчиковская дача). Ближайшие станции метроː «Берестейская» (у восточной части парка) и «Нивки» (у западной части), расположенные в непосредственной близости. Условным разделителем является полотно железной дороги и речка Сырец.
В парке произрастает свыше 90 видов вековых деревьев. Рельеф местности — холмистый.

## Васильчиковская дача
Парк создан постановлением № 22 от 26 июля 1972 года Государственного комитета УССР по охране природы на базе существующих зелёных насаждений. Ещё ранее, до Октябрьской революции, местность в районе нынешнего парка называлась «Васильчиковская дача» и была владениями киевского генерал-губернатора Иллариона Васильчикова.
«Васильчиковская дача» представляла собой большую территорию в 55 десятин земли с лесом, прудами, сенокосными угодьями, городом и садом. Украшением её служило двухэтажное поместье. После смерти генерал-губернатора его вдова Екатерина Алексеевна, известная киевская благотворительница, подарила собственную усадьбу основанному ею Свято-Троицкому монастырю на Зверинце. «Васильчиковская дача» оставалась во владении монастыря до Революции 1917 года, после чего эти земли были национализированы.
Новая жизнь «Васильчиковской дачи» началась в 1930-х годах, когда на эту местность обратили внимание партийные власти. Парк рядом с речкой Сырец был окружён глухим забором и преобразован в спецдачу высшего партийного руководства Киева.
Местность меняла свои неофициальные названия в зависимости от смены владельцев, преобразуясь в дачу Любченко или дачу Кагановича, дачу Хрущёва или дачу Коротченко. Потом здание несколько раз меняло своё назначение, приходило в запустенье, пока в начале 1990-х годов оно не было продано частным лицам. Они начали ремонт, однако так и не закончили его.
На настоящее время главный корпус бывших партийных дач так и стоит заброшенным, так как представляет собой защищённую законом частную собственность. При этом даже подсобные помещения бывшего дачного комплекса сегодня перестроены и благополучно используются как ресторан и художественная школа. Заборы вокруг спецдачи простояли до 1962 года.
В 1962 году её территория была передана городу, а сам парк переименовали в «Парк имени XXII съезда КПСС» и открыли для посещения. Последним высокопоставленным жителем спецдачи был партийный и государственный деятель Д. С. Коротченко. В 1974 году ему был установлен памятник возле входа в парк. В 2015 году, в ночь на 27-е мая памятник был снесён, вместе с памятником «Комсомольцам 20-х годов». В 1972 году парк получил статус памятника садово-паркового искусства и был переименован в «Парк Нивки».
В апреле 2012 года в восточной части парка, которая прилегает к улице Авиаконструктора Игоря Сикорского, неподалёку от пересечения с улицей Джамбула Джабаева, по инициативе посольства Казахстана в Киеве установлен памятник казахскому народному поэту-акыну Джамбулу Джабаеву.
Позднее на месте памятника Коротченко был установлен памятник, посвящённый жителям Шевченковского района, которые положили свои жизни с 2014 года во время Вооружённого конфликта на востоке Украины.

## Парк имени Ленинского комсомола
Парк имени Ленинского комсомола был создан в 1954 году решением Жовтневой администрации. Тогда активно началась большая стройка: установили дамбы, вырыли водоёмы. В парке был свой концертный зал «Юность», в 1970-х годах открыли «Зелёный театр». В 1991 году общество «Парк Нивки» взяло парк Ленинского комсомола в аренду на 25 лет, объединив оба парка.

## Музей циркового искусства
Музей циркового искусства — первый и единственный музей такого рода в Украине. Инициатива его создания принадлежит общественной организации «Цирковой союз Кобзова», в частности её президенту Николаю Кобзову. Открытие данного музея состоялось 21 мая 2007 года.
Музей циркового искусства в Киеве располагает более двух тысяч экспонатов. В числе раритетных экспонатов первые афиши, костюмы артистов, редкие фотографии с автографами, реквизит, картины, картинки, плакат и, скульптуры. Вниманию посетителей предлагаются рецензии и статьи журналистов разных поколений и изобразительные материалы, связанные с цирком. Центром экспозиции является цирк-шапито в миниатюре и действующий паровоз 1926 выпуска, на котором по цирковым аренам ездили животные легендарного Михаила Золло.
Благодаря усилиям сотрудников музея была создана большая библиотека книг, которые рассказывают о цирке. Гордостью музея циркового искусства в Киеве есть фестиваль награды Михаила Золло, Елены Гринь, Николая Кобзова, Ирины Кащеевой, Михаила Рыбакова и многих других звёзд цирка. Привлекает внимание награда Анатолия Залевского, полученная артистом на 23-м Международном цирковом фестивале «Золотой клоун» в Монте-Карло (1999 год).

## Иллюстрации

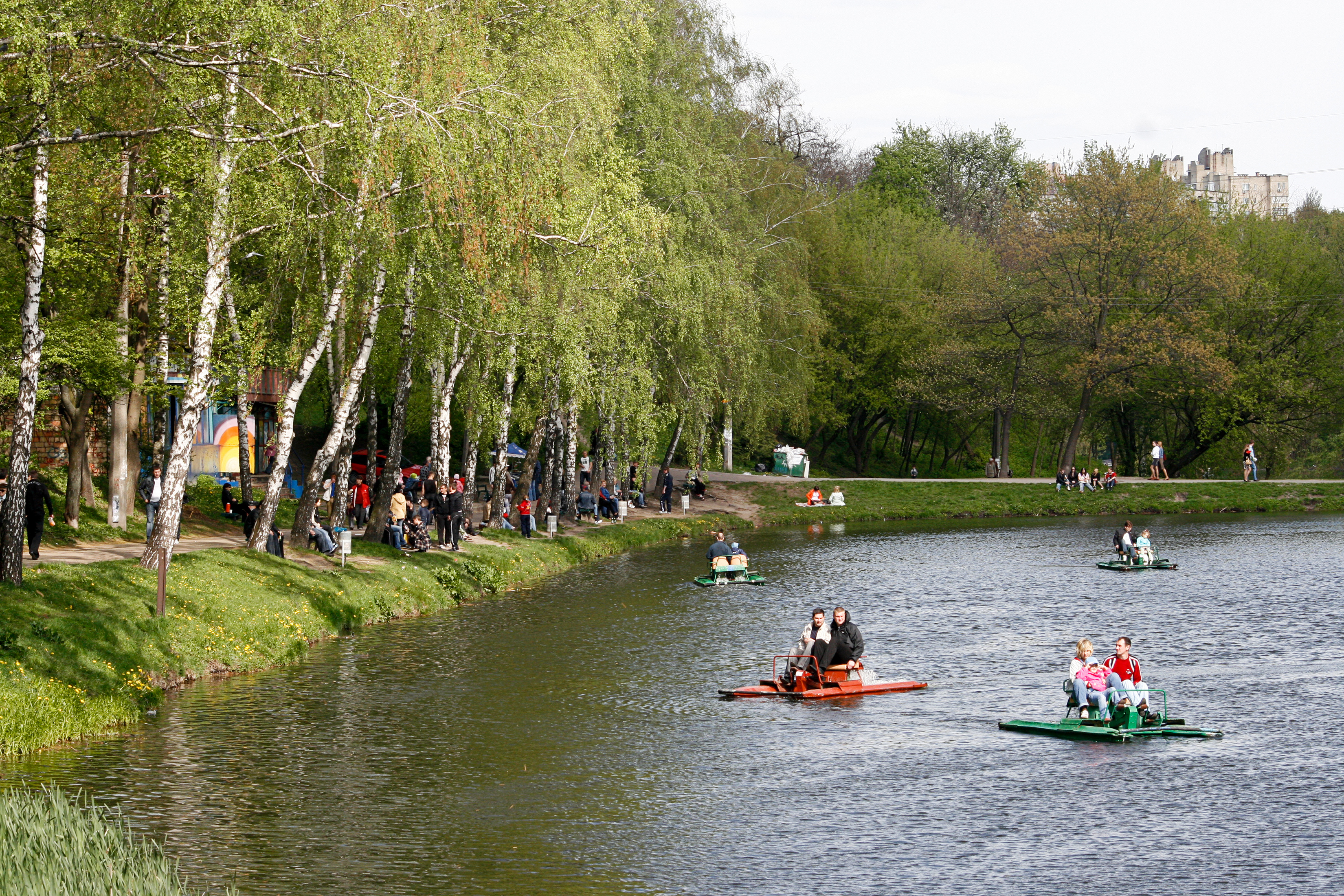
Парковое озеро.
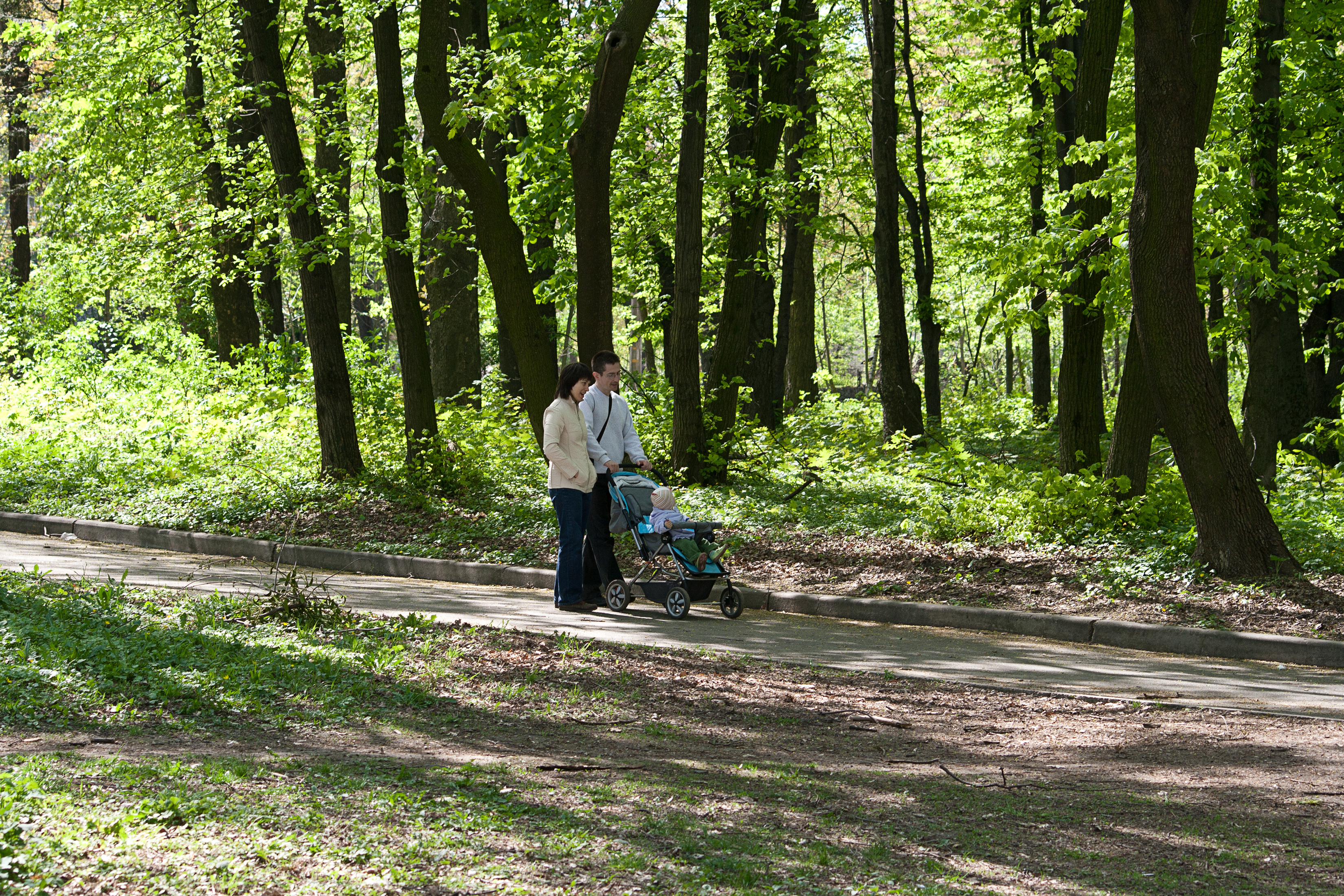
Уютные тропинки.
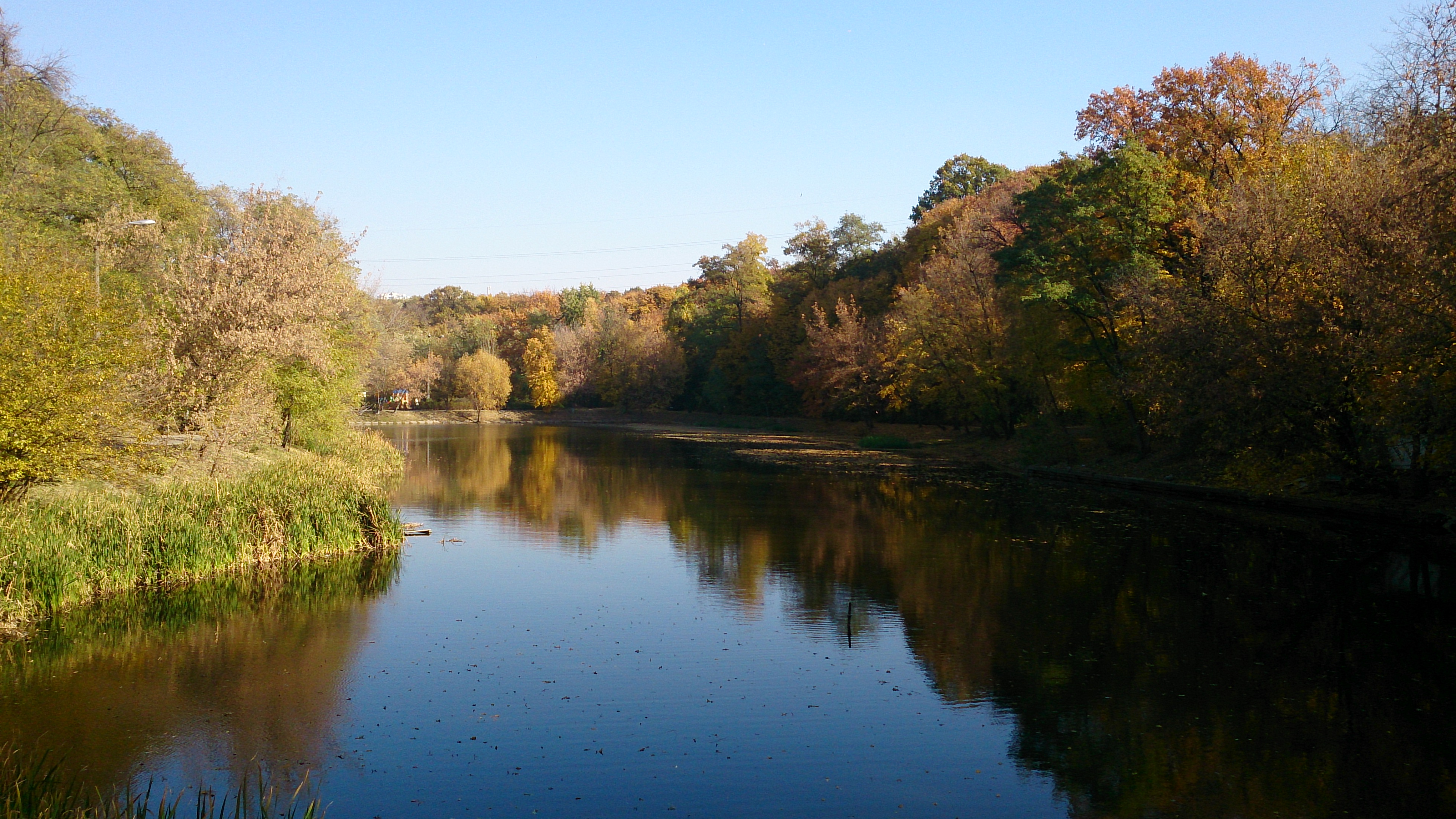
Среднее озеро.
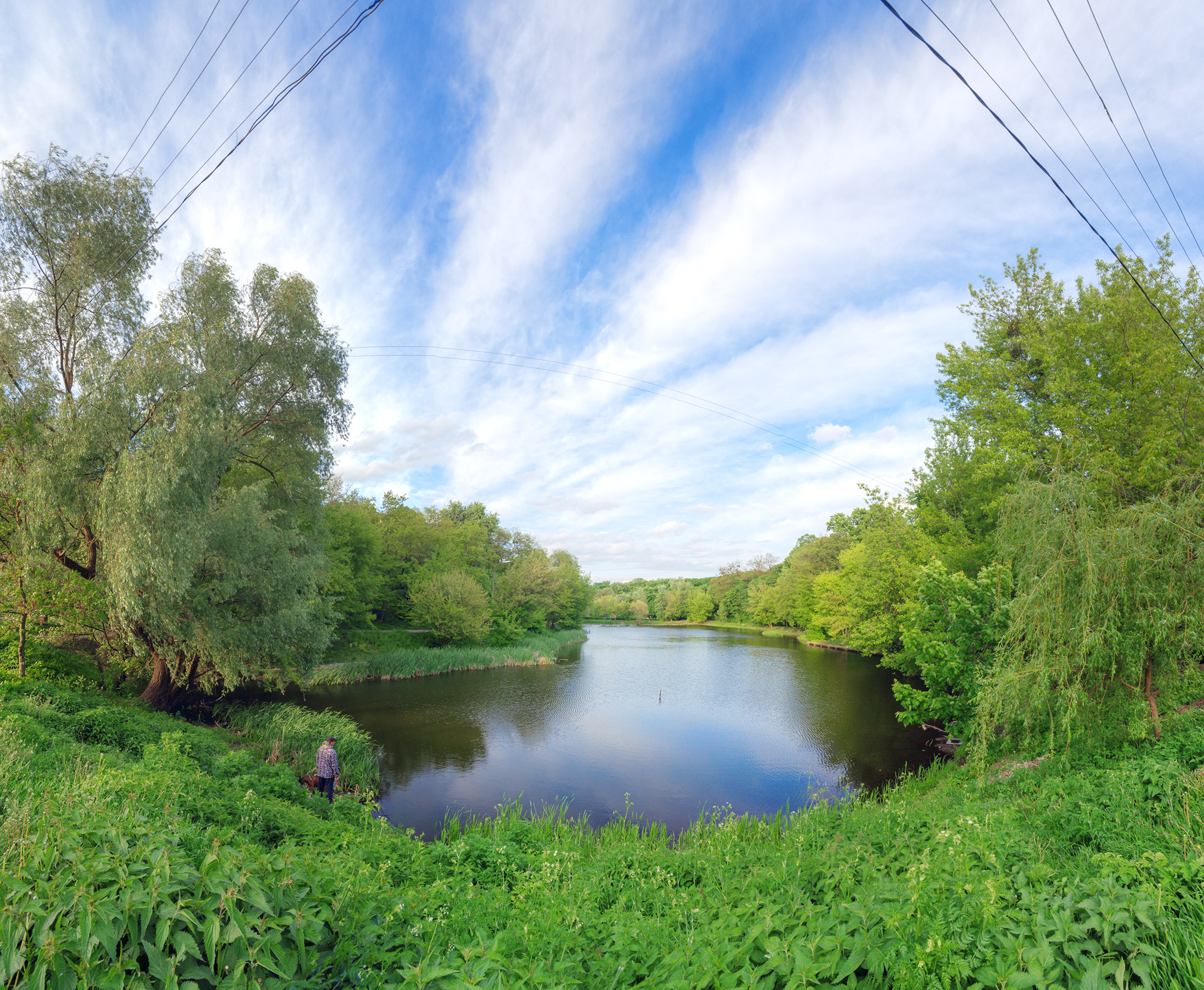
Нижнее озеро.
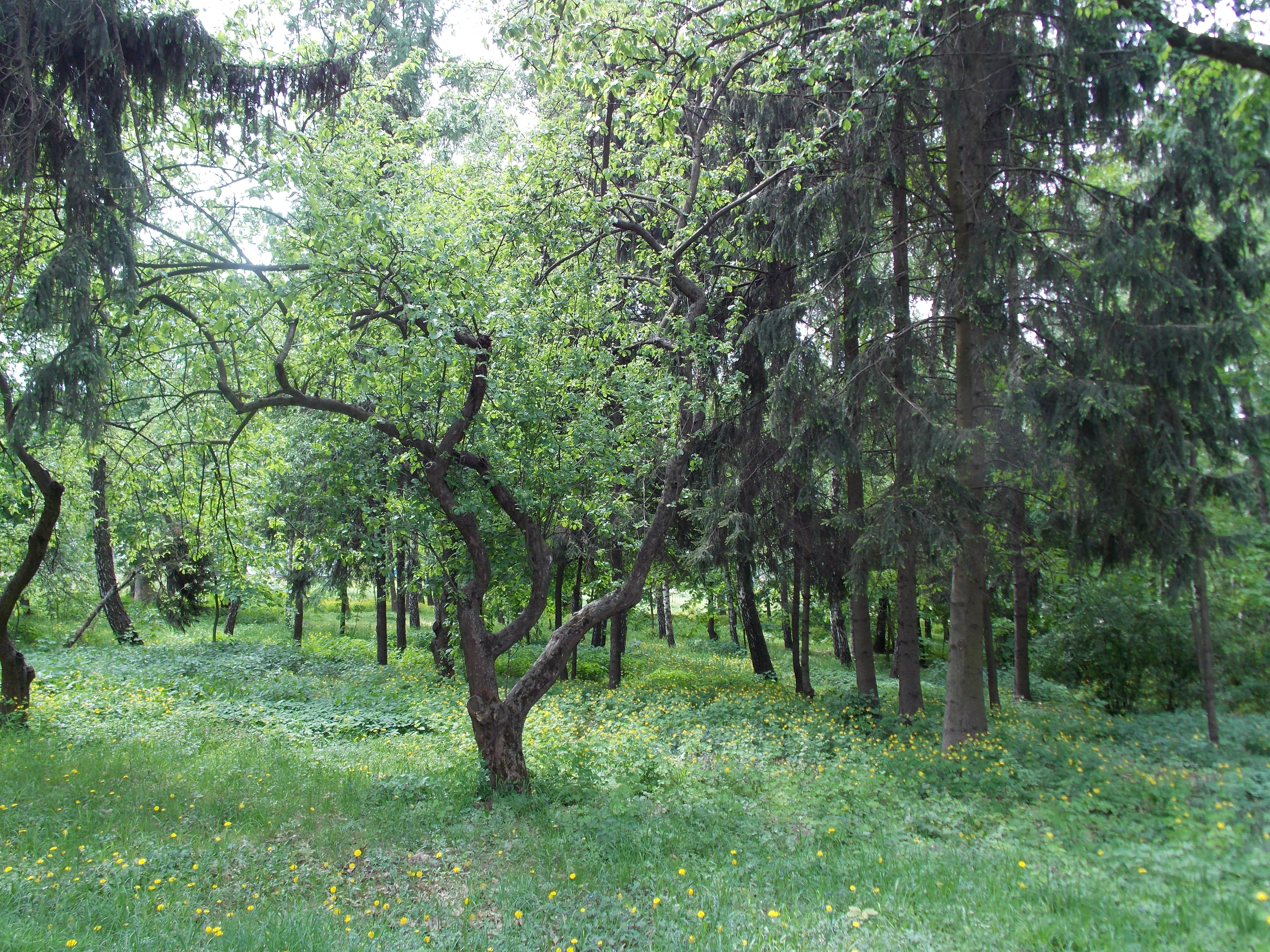
Зелёная симфония.
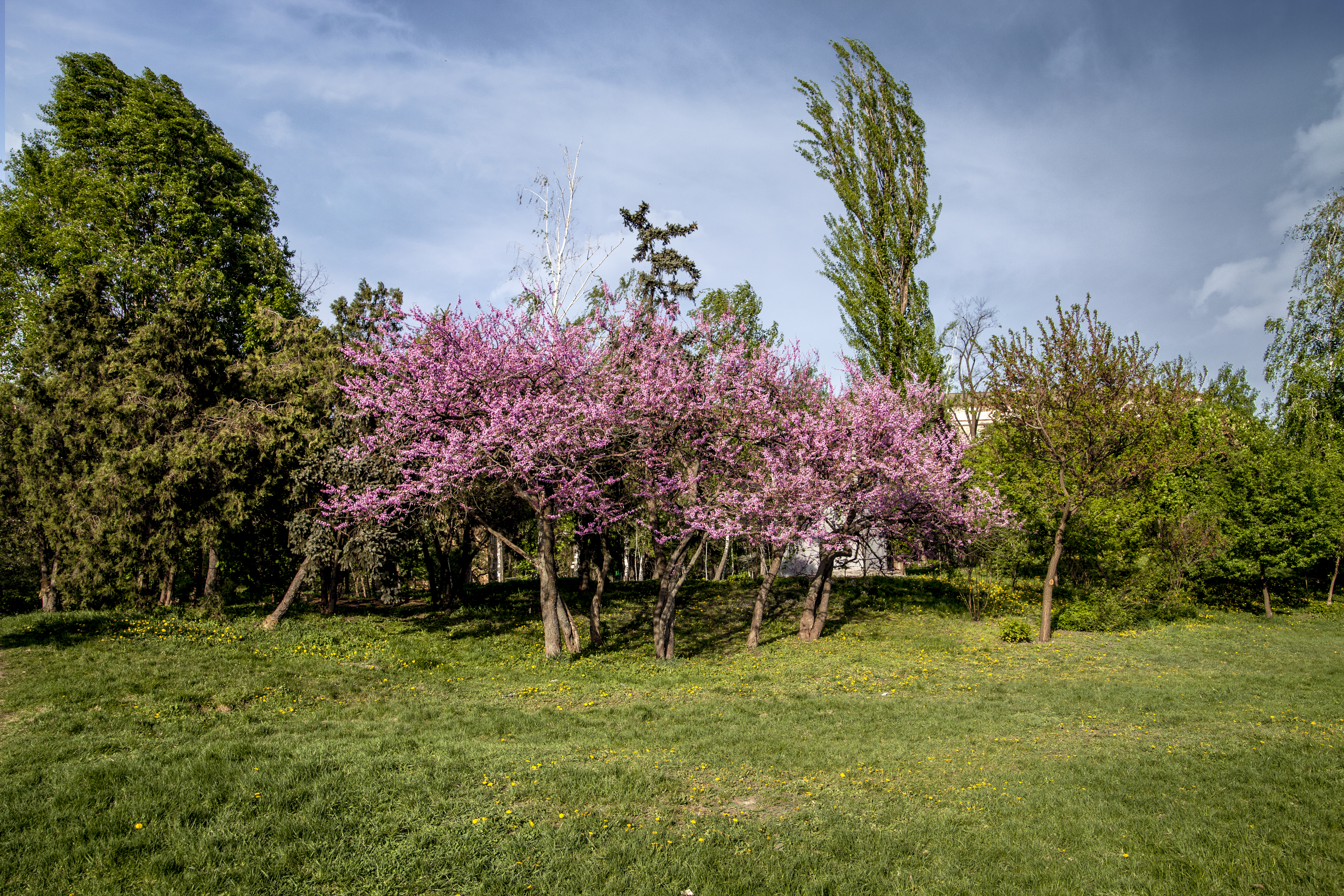
Весеннее танго.
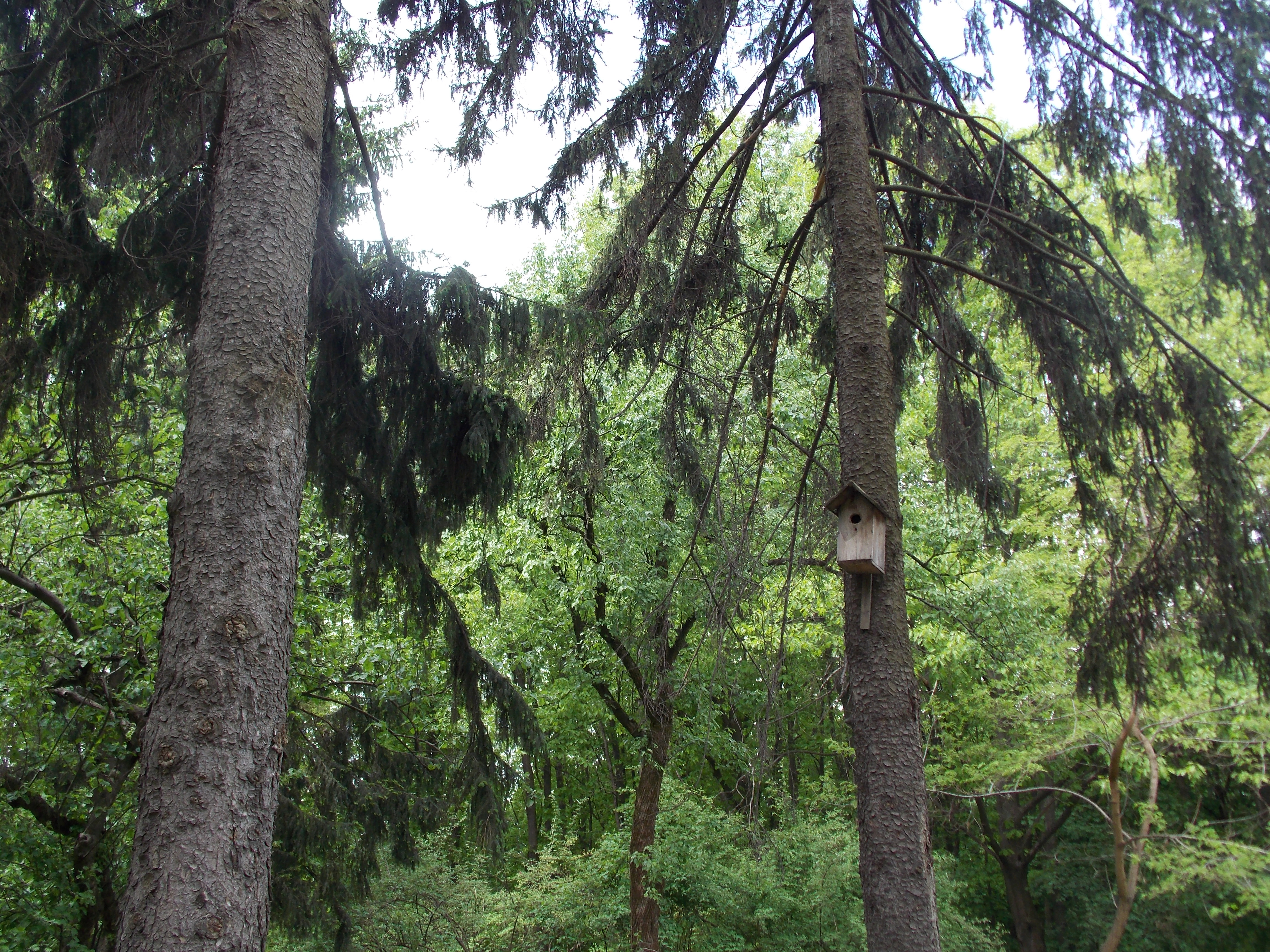
Зелёный лабиринт.
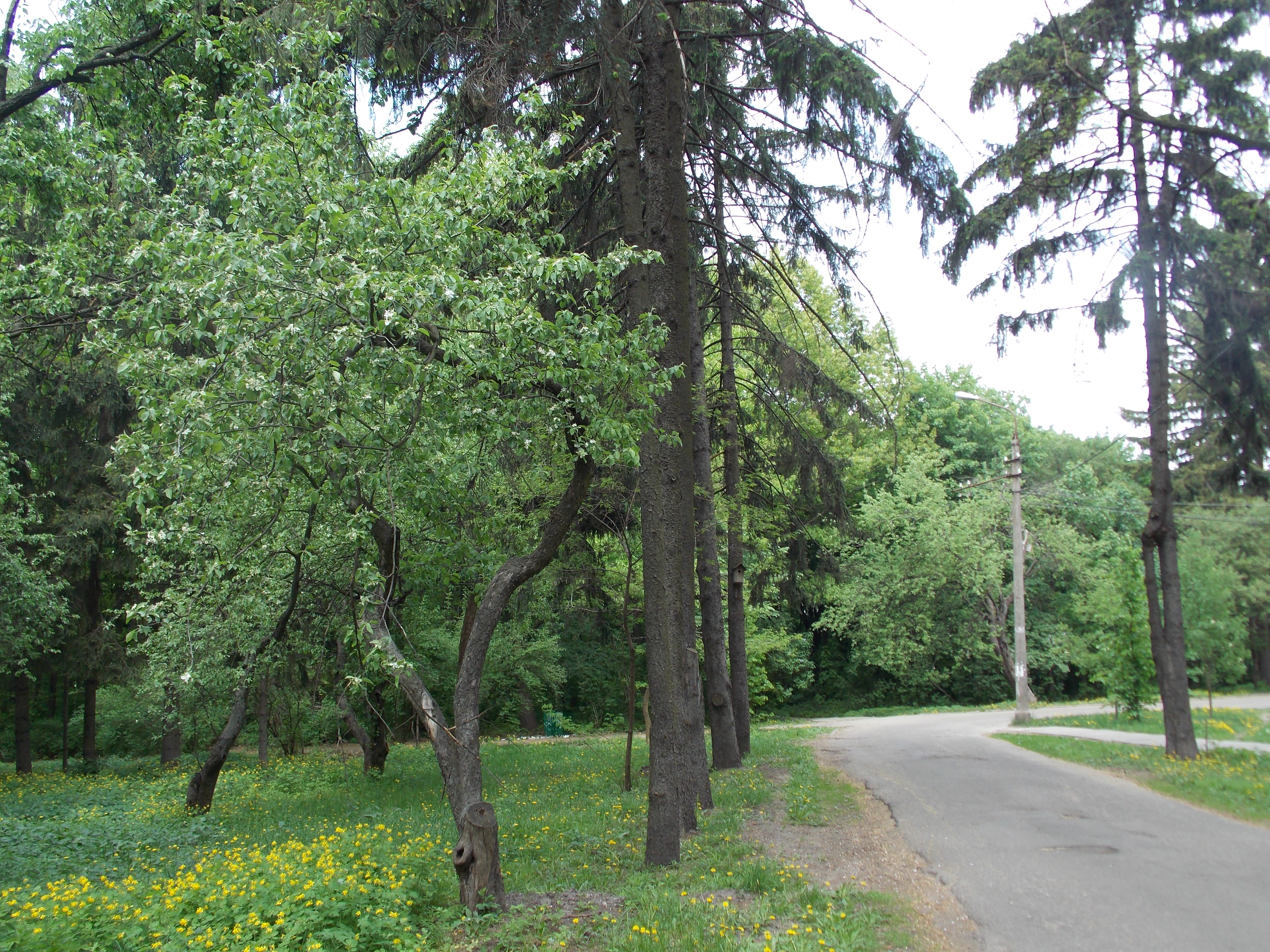
Уютная аллея.
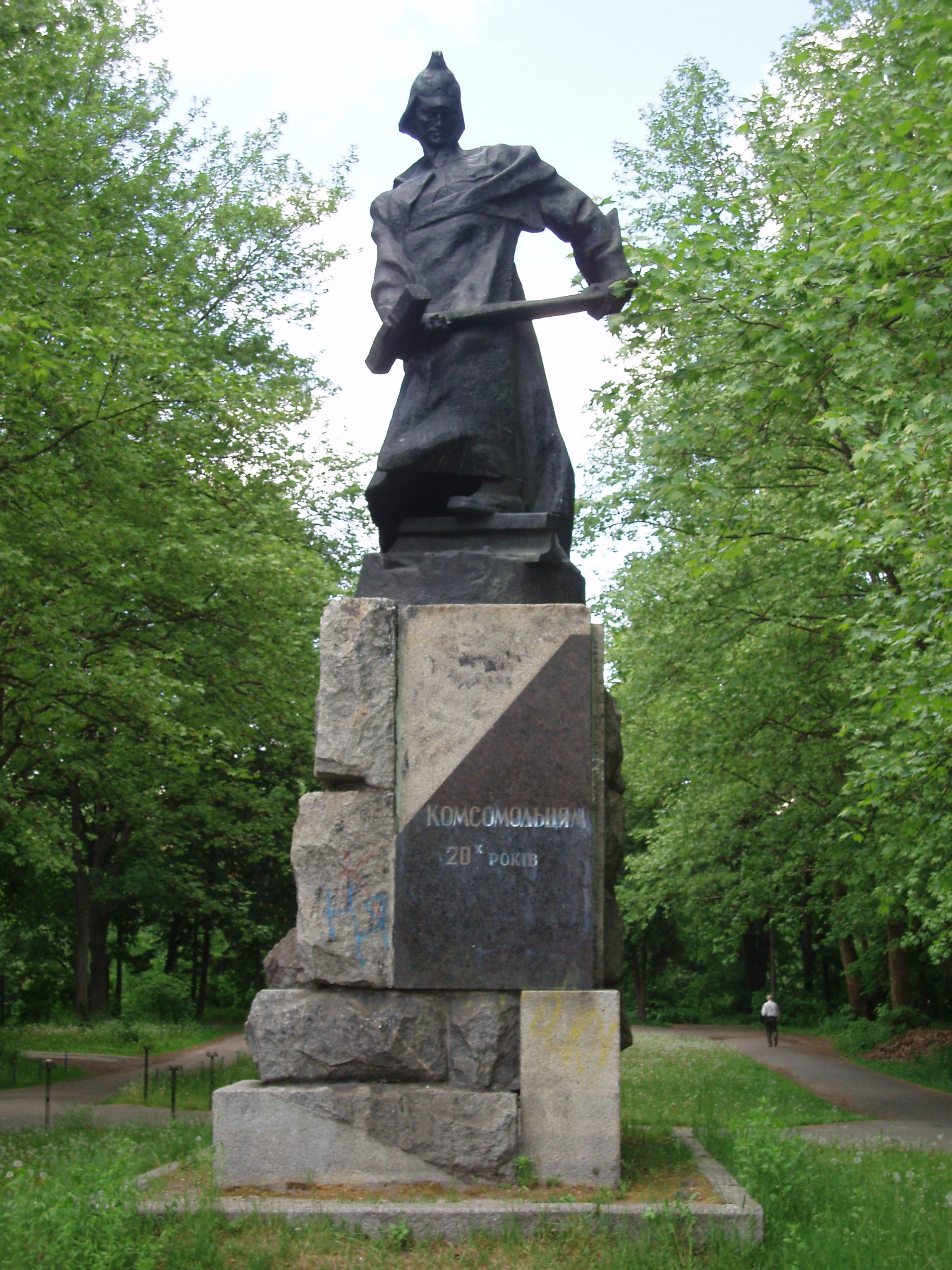
Демонтированый памятник комсомольцам 1920-х годов.
Демонтированый памятник Демьяну Коротченко.
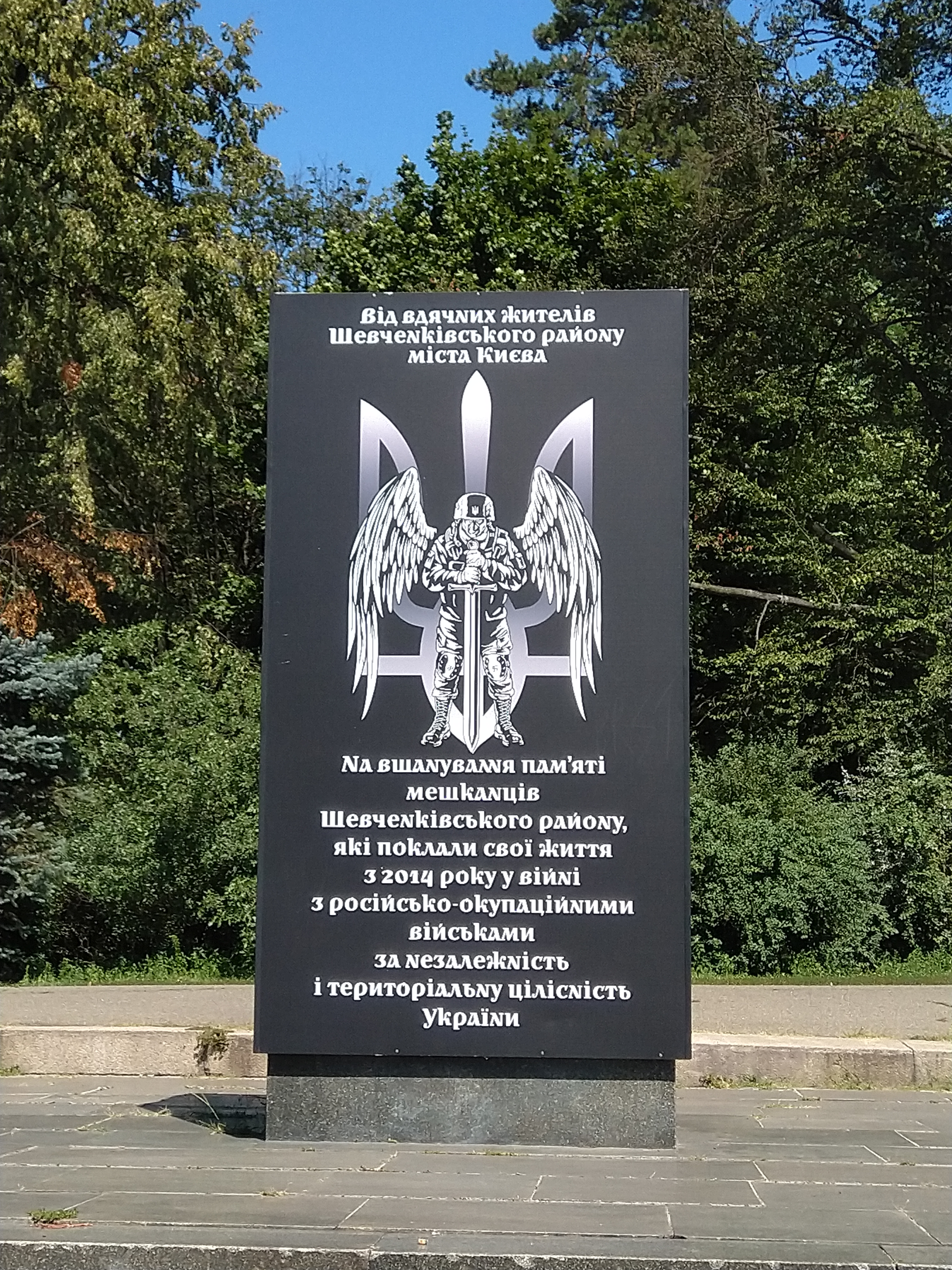
Памятник жителям Шевченковского района, положившим свои жизни с 2014 года во время вооружённого конфликта на востоке Украины.
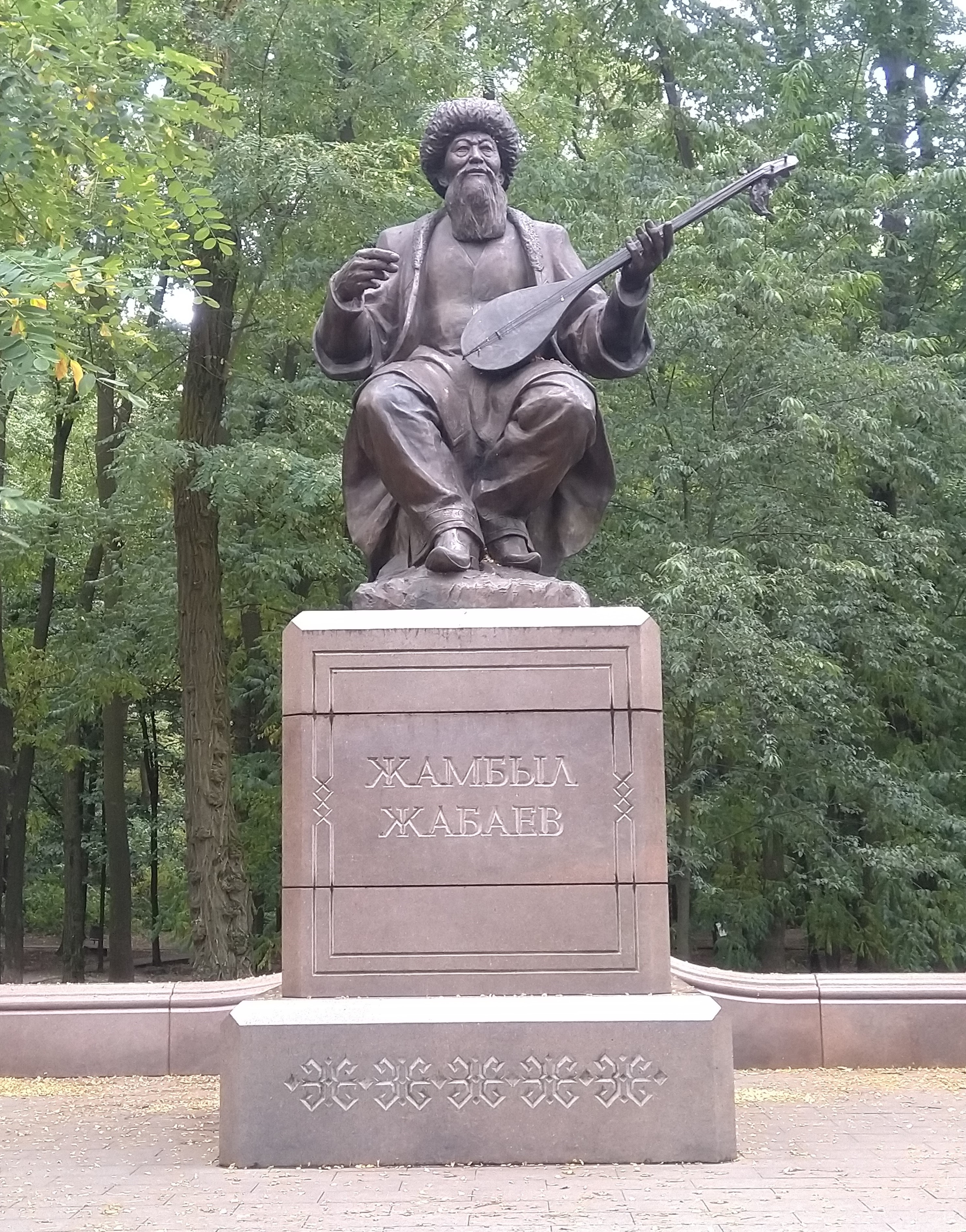
Памятник Джамбулу Джабаеву.